# Nerkin Getashen
Nerkin Getashen (in armeno Ներքին Գետաշեն?, fino al 1945 Adyaman) è un comune dell'Armenia di 7 860 abitanti (2009) della provincia di Gegharkunik.